# Trevor Thompson
Trevor Thompson (Long Island, Nueva York, 12 de junio de 1994) es un baloncestista estadounidense que pertenece a la plantilla del Tofaş S.K. de la BSL turca. Con 2,13 metros de estatura, juega en la posición de pívot.

## Trayectoria deportiva

### Universidad
Jugó una temporada con los Hokies del Instituto Politécnico y Universidad Estatal de Virginia, en la que promedió 5,0 puntos y 4,7 rebotes por partido. Tras esa primera temporada, fue transferido a los Buckeyes de la Universidad Estatal de Ohio, donde jugó dos temporadas más, en las que promedió 8,5 puntos, 7,0 rebotes y 1,3 tapones por partido.
Al término de su temporada júnior, decidió declararse elegible para el Draft de la NBA.

### Profesional
Tras no ser elegido en el Draft de la NBA de 2017, disputó las Ligas de Verano de la NBA con los Boston Celtics, con los que jugó seis partidos en los que promedió 1,6 puntos y 1,8 rebotes. En el mes de octubre firmó con los Golden State Warriors para disputar la pretemporada, aunque finalmente fue descartado, pero firmó como afiliado con su equipo en la G League, los Santa Cruz Warriors. Allí jugó una temporada en la que promedió 5,0 puntos y 4,0 rebotes por partido.
El 23 de agosto de 2018 firmó contrato con el Antibes Sharks de la Pro A francesa.
Durante la temporada 2019-20, jugaría en los equipos del KK Pieno žvaigždės lituano en el que promediaría 7.1 puntos y 6.6 rebotes por partido, para después firmar por el club checo del Tuři Svitavy.
En mayo de 2020 firmó contrato con el Kangoeroes Basket Mechelen de la Pro Basketball League belga.
El 29 de noviembre de 2021, firma por el KK Zadar de la Liga Croata de Baloncesto.
El 4 de agosto de 2022 fichó por el Scafati Basket, recién ascendido a la Lega Basket Serie A italiana.
El 6 de julio de 2023 fichó por el Peristeri B.C. de la A1 Ethniki griega.
El 9 de agosto de 2024 fichó por el Tofaş S.K. de la BSL turca.